# 38 cm SK C/34
A 38 cm SK C/34 tengerészeti löveget Németországban fejlesztették ki. E lövegek képezték a Bismarck-osztályú csatahajók fő fegyverzetét. Ezen felül vasúti lövegként és parti lövegként (Dániában, Franciaországban és Norvégiában) teljesítettek szolgálatot a második világháborúban. A tervek szerint a német O-osztályú, valamint a szovjet Kronshtadt-osztályú csatacirkálók fő fegyverzetét is ilyen típusú ágyúk adták volna. A német hadvezetés ezen felül a Scharnhorst-osztályú csatacirkálók jóval kisebb 28 cm SK C/34 ágyúit is ezekre a lövegekre kívánta lecserélni, de az átalakításra végül nem került sor.

## Teljesítmény
A 38 cm SK C 34 alacsonyabb átlagos nyomáson dolgozott, mint a kisebb, 28 cm-es elődtípusai, így torkolati sebessége is alacsonyabb volt. Ennek ellenére az ágyúk torkolati sebessége jóval meghaladta az azonos átmérőjű brit ágyúkét, jóllehet azok lövedékei nehezebbek voltak.
A viszonylag magas torkolati sebesség jó ballisztikai paramétereket és függőleges páncéltörési adatokat eredményezett, de a brit ágyúk hathatósabbak voltak vízszintes páncéllemez ellenében, lövedékeik íveltebb röppályájának és nagyobb tömegének köszönhetően.
A megegyező űrtartalmú francia és olasz hajóágyúk jóval magasabb nyomáson dolgoztak, így képesek voltak nagyobb tömegű gránátokat indítani nagyobb torkolati sebesség mellett. A német ágyúk azonban nagyobb tűzgyorsasággal, kisebb lövedékszóródással, és hosszabb élettartammal rendelkeztek.

### Általános paraméterek (tengerészeti löveg)[3][4]
| Torkolati Energia                    | 269 MJ                                          |
| Torkolati Sebesség                   | 820 m/s                                         |
| Lövedék Tömege                       | 800 kg                                          |
| Újratöltési Idő (4°-os csőemelkedés) | 23 sec                                          |
| Hatótávolság (30°-os csőemelkedés)   | 35 550 m                                        |
| Átlagos Lövedékszóródás              | A lőtávolság 1,1%-a                             |
| Löveg súlya (závárzattal)            | 111 000 kg                                      |
| Löveg hossza (závárzattal)           | 19 630 mm                                       |
| Huzagolt rész hossza                 | 15 062 mm                                       |
| Emelhetőség                          | −5° - +30°                                      |
| Legnagyobb fordítási sebesség        | 5°/sec                                          |
| Legnagyobb emelési sebesség          | 6°/sec                                          |
| Lövegtorony súlya                    | 1 048 t (távmérő nélkül) / 1 056 t (távmérővel) |
| Lövegtorony páncélzata               | 130-150-180-220-320-360 mm (Bismarck osztály)   |
| ------------------------------------ | ----------------------------------------------- |

### Ballisztikai adatok[3]
| Lőtávolság | Becsapódási Szög | Becsapódási Sebesség | Kinetikus Energia |
| ---------- | ---------------- | -------------------- | ----------------- |
| 4,6 km     | 2,1°             | 736 m/s              | 217 MJ            |
| 9,1 km     | 5,2°             | 655 m/s              | 172 MJ            |
| 13,7 km    | 9,2°             | 587 m/s              | 138 MJ            |
| 18,2 km    | 14,2°            | 529 m/s              | 112 MJ            |
| 22,9 km    | 20,5°            | 487 m/s              | 95 MJ             |
| 27,4 km    | 27,7°            | 463 m/s              | 86 MJ             |
| 32,0 km    | 35,4°            | 458 m/s              | 84 MJ             |

### Páncélátütési képesség[3]
| Lőtávolság | Függőleges Páncél | Vízszintes Páncél |
| 4,6 km     | 658 mm            | ---               |
| 9,1 km     | 569 mm            | ---               |
| 13,7 km    | 490 mm            | 56 mm             |
| 18,2 km    | 417 mm            | 76 mm             |
| 22,9 km    | 353 mm            | 102 mm            |
| 27,4 km    | 300 mm            | 132 mm            |
| 32,0 km    | 262 mm            | 168 mm            |
| ---------- | ----------------- | ----------------- |